# طیخور
طیخور روستایی از توابع بخش مرکزی شهرستان آبیک در استان قزوین ایران است.

## جمعیت
این روستا در دهستان کوهپایه شرقی قرار دارد و براساس سرشماری مرکز آمار ایران در سال ۱۳۸۵، جمعیت آن ۱۹۸ نفر (۷۲خانوار) بوده‌است.

## مردم
مردم طیخور از اقوام تات هستند و به زبان باستانی تاتی تکلم می‌کنند.